# ダン・ヘンダーソン
ダン・ヘンダーソン（Dan Henderson、1970年8月24日 - ）は、アメリカ合衆国の男性総合格闘家。カリフォルニア州ダウニー出身。チーム・クエスト所属。元Strikeforce世界ライトヘビー級王者。元PRIDE世界ミドル級王者。元PRIDE世界ウェルター級王者。
レスリング大国アメリカの代表として長く活躍したことから、PRIDEでのキャッチコピーは「THE アメリカン・アスリート」。
グレコローマンレスリングをバックボーンに持ち、組みの強さを活かしたダーティーボクシングと「Hボム」と呼ばれる右のロングフックを得意とする。Hボムはガードが下がるリスクがあるが、当たれば一撃で相手を失神に追い込む絶大な破壊力を持つ。

## 来歴

### アマチュアレスリング
カリフォルニア州ダウニーで生まれ、アップルバレーで育つ、5歳のときからレスリングを始める。ビクターバレー高校に進学した後、カリフォルニア州レスリング選手権で2度メダルを獲得した。その後、カリフォルニア州立大学フラトン校とアリゾナ州立大学でレスリングを続け、1993年には全米大学体育協会 (NCAA) レスリング選手権に出場した。またグレコローマンレスリング選手としては、1991年、1993年、1994年に3度全米大学王者、1993年、1994年、1997年に3度全米王者に輝き、オリンピックにも2度の出場を果たし、1992年のバルセロナオリンピックでは82kg級10位、1996年のアトランタオリンピックでは同級12位という成績を残す。しかし、実生活では電気代が払えないほど貧窮し、生活費のために総合格闘技との二束の草鞋を履く。2000年に開催されたシドニーオリンピックの出場を目指していたが、適わなかったことで総合格闘技に完全転向した。

### 総合格闘技
1997年に総合格闘技のトレーニングをrAwチームで始め、同年にブラジルで開催された「ブラジル・オープン・ファイト」という176ポンド（79.8kg）での4人制トーナメントで優勝した。
1997年10月11日、アメリカ合衆国で開催されたグラップリング大会The Contendersでフランク・シャムロックと対戦。開始56秒、アンクルホールドで一本負け。
1998年5月15日、UFC 17で行われたミドル級（現ライトヘビー級）トーナメントにおいて、アラン・ゴエス、カーロス・ニュートンに判定勝ちを収め優勝を果たした。

#### リングス
1999年10月28日、リングスKOKトーナメント（無差別級）に参戦。予選Aブロックで、ゴキテゼ・バクーリ、金原弘光に勝利。
翌2000年2月26日、リングスKOKトーナメント決勝ラウンドで、ギルバート・アイブル、アントニオ・ホドリゴ・ノゲイラ、レナート・ババルとすべて判定勝ちし、優勝を果たした。

#### PRIDE
2000年12月23日、PRIDE初参戦となったPRIDE.12でヴァンダレイ・シウバと対戦し、シウバをKO寸前まで追い詰めるも、0-6の判定負け。
2003年11月9日、PRIDE GRANDPRIX 2003 決勝戦のミドル級（-93kg）グランプリリザーブマッチでムリーロ・ブスタマンチと対戦し、パウンドでTKO勝ち。
2005年4月23日、PRIDE GRANDPRIX 2005 開幕戦のミドル級グランプリ1回戦でアントニオ・ホジェリオ・ノゲイラと対戦し、腕ひしぎ十字固めで一本負け。
2005年9月25日、PRIDE 武士道 -其の九-のウェルター級（-83kg級）トーナメント1回戦で長南亮と対戦し、KO勝ち。準決勝で郷野聡寛と対戦し、KO勝ち。
2005年12月31日、PRIDE 男祭り 2005のウェルター級トーナメント決勝戦でムリーロ・ブスタマンチと再戦し、2-1の判定勝ちを収め優勝を果たした。
2006年3月31日、初代PRIDEウェルター級王座に認定された。
2006年8月26日、PRIDE 武士道 -其の十二-のシード参戦で挑んだウェルター級グランプリ2回戦で三崎和雄と対戦し、0-3の判定負け。
2007年2月24日、PRIDE.33のミドル級タイトルマッチでヴァンダレイ・シウバと再戦し、パウンドでTKO勝ちを収め王座獲得に成功し、PRIDE史上初の2階級制覇となった。

#### UFC
2007年5月26日のUFC 71に来場。ライトヘビー級王者クイントン・"ランペイジ"・ジャクソンの持つ王座への挑戦を表明し、ジャクソンもこれを快諾。2007年9月8日、UFC 75でのライトヘビー級王座戦では0-3の判定負けを喫し王座獲得に失敗。この試合でUFC・PRIDEのライトヘビー級王座が統一され、PRIDEミドル級王座は消滅した。
従来のライトヘビー級からミドル級へ階級を下げ、2008年3月1日のUFC 82でUFC世界ミドル級王者のアンデウソン・シウバに挑戦し、チョークスリーパーで一本負けを喫し王座獲得に失敗。この試合でUFC・PRIDEのミドル級王座が統一され、PRIDEウェルター級王座は消滅した。敗れはしたものの、ファイト・オブ・ザ・ナイトを受賞した。
2008年9月6日、UFC 88でホジマール・パリャーレスに判定勝ち。UFC 17以来、10年3か月ぶりのUFCでの勝利であった。
2009年、リアリティ番組「The Ultimate Fighter」シーズン9にてチームUSのコーチを務め、7月11日のUFC 100ではチームUKのコーチであったマイケル・ビスピンと対戦。右フックでダウンを奪った直後の飛び込みながらのパウンドでKO勝ちを収め、ノックアウト・オブ・ザ・ナイトを受賞した。
その後、UFCとの契約交渉がまとまらず、2009年12月に競合団体Strikeforceと契約した。

#### Strikeforce
2010年4月17日、Strikeforce初参戦となったStrikeforce: Nashvilleでジェイク・シールズの持つStrikeforce世界ミドル級王座に挑戦。1Rにはパンチでダウンを奪ったが2R以降は優位なポジションを取られ続け、0-3の判定負けを喫し王座獲得に失敗した。
2010年12月4日、Strikeforce: Henderson vs. Babaluでレナート・ババルと再戦し、パウンドでKO勝ちを収めた。
2011年3月5日、Strikeforce: Feijao vs. HendersonのStrikeforce世界ライトヘビー級タイトルマッチで王者ハファエル・カバウカンチに挑戦し、パウンドでTKO勝ちを収め王座獲得に成功した。
2011年7月30日、Strikeforce: Fedor vs. Hendersonでエメリヤーエンコ・ヒョードルとヘビー級契約で対戦し、パウンドでTKO勝ち。ヘビー級契約ながら前日計量では94kgほどでヒョードルとは約7kg差あった。

#### UFC復帰
2011年11月19日、2年4か月ぶりのUFC参戦となったUFC 139でマウリシオ・ショーグンと対戦。5Rに渡る大激戦を制し3-0の判定勝ち。ファイト・オブ・ザ・ナイトを受賞した。
2012年9月1日に行われる予定であったUFC 151でジョン・ジョーンズとライトヘビー級タイトルマッチを行う予定であったが、ヘンダーソンの膝の負傷により欠場。結果的にUFC 151は大会自体が中止された。
2013年2月23日、UFC 157でライトヘビー級ランキング2位のリョート・マチダと対戦。この試合で勝てばジョン・ジョーンズとのタイトルマッチが約束されていたが、1-2の判定負け。
2013年6月15日、UFC 161でライトヘビー級ランキング6位のラシャド・エヴァンスと対戦。3試合連続となる元王者との対戦となり、1-2の判定負け。
2013年11月9日、UFC Fight Night: Belfort vs. Hendersonでヴィトー・ベウフォートと対戦し、左ハイキックでキャリア初のKO負けを喫した。
2014年3月23日、UFC Fight Night: Shogun vs. Henderson 2でライトヘビー級ランキング7位のマウリシオ・ショーグンと再戦し、パウンドでTKO勝ち。ファイト・オブ・ザ・ナイトとパフォーマンス・オブ・ザ・ナイトを同時受賞した。
2014年5月24日、UFC 173でライトヘビー級ランキング4位のダニエル・コーミエと対戦し、3Rリアネイキドチョークで一本負け。
2015年1月24日、ミドル級復帰初戦となったUFC on FOX 14でミドル級ランキング8位のゲガール・ムサシと対戦し、TKO負け。
2015年6月6日、UFC Fight Night: Boetsch vs. Hendersonでミドル級ランキング13位のティム・ボッシュと対戦し、KO勝ち。
2015年11月7日、UFC Fight Night: Belfort vs. Henderson 3でミドル級ランキング4位のビクトー・ベウフォートと再戦し、パウンドでKO負け。
2016年6月4日、UFC 199でミドル級ランキング14位のヘクター・ロンバードと対戦し、右肘打ちでKO勝ち。パフォーマンス・オブ・ザ・ナイトを受賞した。
2016年10月8日、引退試合となったUFC 204のUFC世界ミドル級タイトルマッチで王者のマイケル・ビスピンに挑戦。1R、2Rにビスピンからダウンを奪うなど健闘するも、5R判定負けを喫し王座獲得に失敗した。敗れはしたものの、ファイト・オブ・ザ・ナイトを受賞した。

## 人物・エピソード
- PRIDE参戦後はファイトマネーで地元カリフォルニア州に牧場、ジム付きの豪邸を建てた。

## 戦績

### 総合格闘技
| 総合格闘技 戦績 | 総合格闘技 戦績 | 総合格闘技 戦績 | 総合格闘技 戦績 | 総合格闘技 戦績 | 総合格闘技 戦績 | 総合格闘技 戦績 |
| --------------- | --------------- | --------------- | --------------- | --------------- | --------------- | --------------- |
| 47 試合         | (T)KO           | 一本            | 判定            | その他          | 引き分け        | 無効試合        |
| 32 勝           | 16              | 2               | 14              | 0               | 0               | 0               |
| 15 敗           | 3               | 4               | 8               | 0               | 0               | 0               |

| 勝敗 | 対戦相手                             | 試合結果                             | 大会名                                                                            | 開催年月日     |
| ×    | マイケル・ビスピン                   | 5分5R終了 判定0-3                    | UFC 204: Bisping vs. Henderson 2 【UFC世界ミドル級タイトルマッチ】                | 2016年10月8日  |
| ○    | ヘクター・ロンバード                 | 2R 1:27 KO（右肘打ち）               | UFC 199: Rockhold vs. Bisping 2                                                   | 2016年6月4日   |
| ×    | ビクトー・ベウフォート               | 1R 2:07 KO（パウンド）               | UFC Fight Night: Belfort vs. Henderson 3                                          | 2015年11月7日  |
| ○    | ティム・ボッシュ                     | 1R 0:28 KO（右アッパー→パウンド）    | UFC Fight Night: Boetsch vs. Henderson                                            | 2015年6月6日   |
| ×    | ゲガール・ムサシ                     | 1R 1:10 TKO（右フック→パウンド）     | UFC on FOX 14: Gustafsson vs. Johnson                                             | 2015年1月24日  |
| ×    | ダニエル・コーミエ                   | 3R 3:53 リアネイキドチョーク         | UFC 173: Barao vs. Dillashaw                                                      | 2014年5月24日  |
| ○    | マウリシオ・ショーグン               | 3R 1:31 TKO（右フック→パウンド）     | UFC Fight Night: Shogun vs. Henderson 2                                           | 2014年3月23日  |
| ×    | ビクトー・ベウフォート               | 1R 1:17 KO（左ハイキック）           | UFC Fight Night: Belfort vs. Henderson                                            | 2013年11月9日  |
| ×    | ラシャド・エヴァンス                 | 5分3R終了 判定1-2                    | UFC 161: Evans vs. Henderson                                                      | 2013年6月15日  |
| ×    | リョート・マチダ                     | 5分3R終了 判定1-2                    | UFC 157: Rousey vs. Carmouche                                                     | 2013年2月23日  |
| ○    | マウリシオ・ショーグン               | 5分5R終了 判定3-0                    | UFC 139: Shogun vs. Henderson                                                     | 2011年11月19日 |
| ○    | エメリヤーエンコ・ヒョードル         | 1R 4:12 TKO（右アッパー→パウンド）   | Strikeforce: Fedor vs. Henderson                                                  | 2011年7月30日  |
| ○    | ハファエル・カバウカンチ             | 3R 0:50 TKO（右ストレート→パウンド） | Strikeforce: Feijao vs. Henderson 【Strikeforce世界ライトヘビー級タイトルマッチ】 | 2011年3月5日   |
| ○    | レナート・ババル                     | 1R 1:53 KO（パウンド）               | Strikeforce: Henderson vs. Babalu                                                 | 2010年12月4日  |
| ×    | ジェイク・シールズ                   | 5分5R終了 判定0-3                    | Strikeforce: Nashville 【Strikeforce世界ミドル級タイトルマッチ】                  | 2010年4月17日  |
| ○    | マイケル・ビスピン                   | 2R 3:20 KO（右フック）               | UFC 100                                                                           | 2009年7月11日  |
| ○    | リッチ・フランクリン                 | 5分3R終了 判定2-1                    | UFC 93: Franklin vs. Henderson                                                    | 2009年1月17日  |
| ○    | ホジマール・パリャーレス             | 5分3R終了 判定3-0                    | UFC 88: Breakthrough                                                              | 2008年9月6日   |
| ×    | アンデウソン・シウバ                 | 2R 4:52 チョークスリーパー           | UFC 82: Pride of a Champion 【UFC世界ミドル級タイトルマッチ】                     | 2008年3月1日   |
| ×    | クイントン・"ランペイジ"・ジャクソン | 5分5R終了 判定0-3                    | UFC 75: Champion vs. Champion 【UFC世界ライトヘビー級タイトルマッチ】             | 2007年9月8日   |
| ○    | ヴァンダレイ・シウバ                 | 3R 2:08 TKO（左フック→パウンド）     | PRIDE.33 "THE SECOND COMING" 【PRIDE世界ミドル級タイトルマッチ】                  | 2007年2月24日  |
| ○    | ビクトー・ベウフォート               | 5分3R終了 判定3-0                    | PRIDE.32 "THE REAL DEAL"                                                          | 2006年10月21日 |
| ×    | 三崎和雄                             | 2R（10分/5分）終了 判定0-3           | PRIDE 武士道 -其の十二- 【ウェルター級グランプリ 2回戦】                          | 2006年8月26日  |
| ○    | 三崎和雄                             | 2R（10分/5分）終了 判定3-0           | PRIDE 武士道 -其の拾-                                                             | 2006年4月2日   |
| ○    | ムリーロ・ブスタマンチ               | 2R（10分/5分）終了 判定2-1           | PRIDE 男祭り 2005 頂-ITADAKI- 【ウェルター級トーナメント 決勝】                   | 2005年12月31日 |
| ○    | 郷野聡寛                             | 1R 7:58 KO（右フック）               | PRIDE 武士道 -其の九- 【ウェルター級トーナメント 準決勝】                         | 2005年9月25日  |
| ○    | 長南亮                               | 1R 0:22 KO（右ストレート）           | PRIDE 武士道 -其の九- 【ウェルター級トーナメント 1回戦】                          | 2005年9月25日  |
| ×    | アントニオ・ホジェリオ・ノゲイラ     | 1R 8:05 腕ひしぎ十字固め             | PRIDE GRANDPRIX 2005 開幕戦 【ミドル級グランプリ 1回戦】                          | 2005年4月23日  |
| ○    | 近藤有己                             | 3R（10分/5分/5分）終了 判定2-1       | PRIDE 男祭り 2004 -SADAME-                                                        | 2004年12月31日 |
| ○    | 中村和裕                             | 1R 1:15 TKO（左肩の脱臼）            | PRIDE.28                                                                          | 2004年10月31日 |
| ○    | ムリーロ・ブスタマンチ               | 1R 0:53 TKO（左膝蹴り→パウンド）     | PRIDE GRANDPRIX 2003 決勝戦 【ミドル級グランプリ リザーブマッチ】                 | 2003年11月9日  |
| ○    | 大山峻護                             | 1R 3:27 KO（右フック→パウンド）      | PRIDE.25                                                                          | 2003年3月16日  |
| ×    | アントニオ・ホドリゴ・ノゲイラ       | 3R 1:49 腕ひしぎ十字固め             | PRIDE.24                                                                          | 2002年12月23日 |
| ×    | ヒカルド・アローナ                   | 3R（10分/5分/5分）終了 判定1-2       | PRIDE.20                                                                          | 2002年4月28日  |
| ○    | ムリーロ・ニンジャ                   | 3R（10分/5分/5分）終了 判定2-1       | PRIDE.17                                                                          | 2001年11月3日  |
| ○    | 小路晃                               | 3R 3:18 TKO（グラウンドの膝蹴り）    | PRIDE.14                                                                          | 2001年5月27日  |
| ○    | ヘンゾ・グレイシー                   | 1R 1:40 KO（右フック）               | PRIDE.13                                                                          | 2001年3月25日  |
| ×    | ヴァンダレイ・シウバ                 | 10分2R終了 判定0-6                   | PRIDE.12                                                                          | 2000年12月23日 |
| ○    | レナート・ババル                     | 5分2R終了 判定2-1                    | リングス KING of KINGS GRAND-FINAL 【決勝】                                       | 2000年2月26日  |
| ○    | アントニオ・ホドリゴ・ノゲイラ       | 5分2R+延長R終了 判定2-1              | リングス KING of KINGS GRAND-FINAL 【準決勝】                                     | 2000年2月26日  |
| ○    | ギルバート・アイブル                 | 5分2R終了 判定3-0                    | リングス KING of KINGS GRAND-FINAL 【準々決勝】                                   | 2000年2月26日  |
| ○    | 金原弘光                             | 5分2R終了 判定2-1                    | リングス RISE 6th KING of KINGS Aブロック 【2回戦】                               | 1999年10月28日 |
| ○    | ゴギテゼ・バクーリ                   | 1R 2:17 KO（膝蹴り）                 | リングス RISE 6th KING of KINGS Aブロック 【1回戦】                               | 1999年10月28日 |
| ○    | カーロス・ニュートン                 | 15分1R終了 判定2-1                   | UFC 17: Redemption 【ミドル級トーナメント 決勝】                                  | 1998年5月15日  |
| ○    | アラン・ゴエス                       | 15分1R終了 判定3-0                   | UFC 17: Redemption 【ミドル級トーナメント 1回戦】                                 | 1998年5月15日  |
| ○    | エリック・スミス                     | 1R 0:30 フロントチョーク             | Brazil Open '97 【ライト級トーナメント 決勝】                                     | 1997年6月15日  |
| ○    | クレシオ・デ・ソーザ                 | 1R 5:25 TKO（パンチ連打）            | Brazil Open '97 【ライト級トーナメント 1回戦】                                    | 1997年6月15日  |

### グラップリング
| 勝敗 | 対戦相手               | 試合結果                 | 大会名                   | 開催年月日     |
| ×    | ジョン・ジョーンズ     | 1R 6:39 肩固め           | Submission Underground 2 | 2016年12月14日 |
| ×    | フランク・シャムロック | 1R 0:56 アンクルホールド | The Contenders           | 1997年10月11日 |
| ○    | スターピー・ヒールズ   | 1R 3:30 アンクルホールド | The Contenders           | 1997年10月3日  |
| ×    | リー・ニエ＝ニドワーズ | 1R 1:02 アームロック     | The Contenders           | 1997年7月1日   |

## 獲得タイトル
- パンアメリカン競技大会 レスリング 男子グレコローマン82kg級 3位（1995年）
- Brazil Open '97ライト級トーナメント 優勝（1997年）
- UFC 17ミドル級トーナメント 優勝（1998年）
- レスリングパンアメリカン選手権 男子グレコローマン85kg級 優勝（2000年）
- リングス WORLD MEGA-BATTLE OPEN TOURNAMENT KING of KINGS 優勝（2000年）
- PRIDE GP 2005 ウェルター級トーナメント 優勝（2005年）
- 初代PRIDE世界ウェルター級王座（2006年）
- 第2代PRIDE世界ミドル級王座（2007年）
- 第6代Strikeforce世界ライトヘビー級王座（2011年）

## 表彰
- UFC ファイト・オブ・ザ・ナイト（4回）
- UFC ノックアウト・オブ・ザ・ナイト（1回）
- UFC パフォーマンス・オブ・ザ・ナイト（2回）
- UFC ファイト・オブ・ザ・イヤー（2011年）
- World MMA Awards ノックアウト・オブ・ザ・イヤー（2009年/マイケル・ビスピン戦）
- ESPN ファイト・オブ・ザ・イヤー（2011年/マウリシオ・ショーグン戦）
- ESPN ラウンド・オブ・ザ・イヤー（2011年/マウリシオ・ショーグン戦 1R）
- MMAFighting ファイト・オブ・ザ・イヤー（2011年/マウリシオ・ショーグン戦）
- Yahoo! Sports ファイト・オブ・ザ・イヤー（2011年/マウリシオ・ショーグン戦）
- Yahoo! Sports ノックアウト・オブ・ザ・イヤー（2009年/マイケル・ビスピン戦）
- Bleacher Report ノックアウト・オブ・ザ・イヤー（2009年/マイケル・ビスピン戦）

## 出演
- ドラゴン・アイズ（英語版）（2012年）